# Општина Навохоа (Сонора)
Навохоа (шп. Navojoa) општина је у Мексику у савезној држави Сонора. Општина се налази на надморској висини од 40 м.

## Становништво
Према подацима из 2010. у општини је живело 157729 становника.

### Хронологија
| Година       | 2000                   | 2005                   | 2010                   |
| ------------ | ---------------------- | ---------------------- | ---------------------- |
| Становништво | 140650 (69341 / 71309) | 144598 (71373 / 73225) | 157729 (78242 / 79487) |

### Попис
| \| \| м \| \| \| ж \| \| 0—2 \| 4.081 \| \| \| 3.970 \| \| 3—5 \| 4.562 \| \| \| 4.344 \| \| 6—11 \| 9.536 \| \| \| 9.247 \| \| 12—14 \| 4.442 \| \| \| 4.449 \| \| 15—17 \| 4.445 \| \| \| 4.410 \| \| 18—24 \| 9.554 \| \| \| 9.407 \| \| 60+ \| 8.024 \| \| \| 8.570 \| \| Просек : \| 29,7 \| \| \| 30,4 \| |       |  |  |       |
| |       |  |  |       |
| | м     |  |  | ж     |
| 0—2 | 4.081 |  |  | 3.970 |
| 3—5 | 4.562 |  |  | 4.344 |
| 6—11 | 9.536 |  |  | 9.247 |
| 12—14 | 4.442 |  |  | 4.449 |
| 15—17 | 4.445 |  |  | 4.410 |
| 18—24 | 9.554 |  |  | 9.407 |
| 60+ | 8.024 |  |  | 8.570 |
| Просек : | 29,7  |  |  | 30,4  |

| #   | Индикатор                                                                                        | Вредност |
| --- | ------------------------------------------------------------------------------------------------ | -------- |
| 1   | Становништво од 0 до 2 године                                                                    | 8051     |
| 2   | Мушко становништво од 0 до 2 године                                                              | 4081     |
| 3   | Женско становништво од 0 до 2 године                                                             | 3970     |
| 4   | Становништво са 3 и више година                                                                  | 148442   |
| 5   | Мушко становништво са 3 и више година                                                            | 73543    |
| 6   | Женско становништво са 3 и више година                                                           | 74899    |
| 7   | Становништво са 5 и више година                                                                  | 142539   |
| 8   | Мушко становништво са 5 и више година                                                            | 70534    |
| 9   | Женско становништво са 5 и више година                                                           | 72005    |
| 10  | Становништво са 12 и више година                                                                 | 120753   |
| 11  | Мушко становништво са 12 и више година                                                           | 59445    |
| 12  | Женско становништво са 12 и више година                                                          | 61308    |
| 13  | Становништво са 15 и више година                                                                 | 111862   |
| 14  | Мушко становништво са 15 и више година                                                           | 55003    |
| 15  | Женско становништво са 15 и више година                                                          | 56859    |
| 16  | Становништво са 18 и више година                                                                 | 103007   |
| 17  | Мушко становништво са 18 и више година                                                           | 50558    |
| 18  | Женско становништво са 18 и више година                                                          | 52449    |
| 19  | Становништво од 3 до 5 година                                                                    | 8906     |
| 20  | Мушко становништво од 3 до 5 година                                                              | 4562     |
| 21  | Женско становништво од 3 до 5 година                                                             | 4344     |
| 22  | Становништво од 6 до 11 година                                                                   | 18783    |
| 23  | Мушко становништво од 6 до 11 година                                                             | 9536     |
| 24  | Женско становништво од 6 до 11 година                                                            | 9247     |
| 25  | Становништво од 8 до 14 година                                                                   | 21685    |
| 26  | Мушко становништво од 8 до 14 година                                                             | 10922    |
| 27  | Женско становништво од 8 до 14 година                                                            | 10763    |
| 28  | Становништво од 12 до 14 година                                                                  | 8891     |
| 29  | Мушко становништво од 12 до 14 година                                                            | 4442     |
| 30  | Женско становништво од 12 до 14 година                                                           | 4449     |
| 31  | Становништво од 15 до 17 година                                                                  | 8855     |
| 32  | Мушко становништво од 15 до 17 година                                                            | 4445     |
| 33  | Женско становништво од 15 до 17 година                                                           | 4410     |
| 34  | Становништво од 18 до 24 године                                                                  | 18961    |
| 35  | Мушко становништво од 18 до 24 године                                                            | 9554     |
| 36  | Женско становништво од 18 до 24 године                                                           | 9407     |
| 37  | Женско становништво од 15 до 49 година                                                           | 40850    |
| 38  | Становништво са 60 и више година                                                                 | 16594    |
| 39  | Мушко становништво са 60 и више година                                                           | 8024     |
| 40  | Женско становништво са 60 и више година                                                          | 8570     |
| 41  | Однос између мушкараца и жена                                                                    | 98.43    |
| 42  | Становништво од нуле до 14 година                                                                | 44631    |
| 43  | Становништво од 15 до 64 године                                                                  | 100313   |
| 44  | Становништво од 65 година и више                                                                 | 11549    |
| 45  | Просечан број деце                                                                               | 2.4      |
| 46  | Становништво рођено у ентитету                                                                   | 143696   |
| 47  | Мушко становништво рођено у ентитету                                                             | 71151    |
| 48  | Женско становништво рођено у ентитету                                                            | 72545    |
| 49  | Становништво рођено у другом ентитету                                                            | 12058    |
| 50  | Мушко становништво рођено у другом ентитету                                                      | 6077     |
| 51  | Женско становништво рођено у другом ентитету                                                     | 5981     |
| 52  | Становништво од 5 година и више резидентно у ентитету у јуну 2005. године                        | 138792   |
| 53  | Мушко становништво старосног доба од 5 година и више, резидентно у ентитету у јуну 2005. године  | 68472    |
| 54  | Женско становништво старосног доба од 5 и више година, резидентно у ентитету у јуну 2005. године | 70320    |
| 55  | Становништво од 5 година и више које је живело у другом ентитету у јуну 2005. године             | 2557     |
| 56  | Мушко становништво старије од 5 година које је живело у другом ентитету у јуну 2005. године      | 1367     |
| 57  | Женско становништво старије од 5 година које је живело у другом ентитету у јуну 2005. године     | 1190     |
| 58  | Становништво од 3 године и више које говори аутохтони језик                                      | 7319     |
| 59  | Мушко становништво старо 3 године и више које говори аутохтони језик                             | 3962     |
| 60  | Женско становништво старо 3 године и више које говори аутохтони језик                            | 3357     |
| 61  | Становништво од 3 године и више које говори аутохтони језик и не говори шпански језик            | 27       |
| 62  | Мушко становништво старо 3 године и више које говори аутохтони језик и не говори шпански         | 11       |
| 63  | Женско становништво старо 3 године и више које говори аутохтони језик и не говори шпански језик  | 16       |
| 64  | Становништво старо 3 године и више које говори аутохтони језик и шпански                         | 6788     |
| 65  | Мушко становништво старо 3 године и више које говори аутохтони језик и шпански                   | 3671     |
| 66  | Женско становништво старо 3 године и више које говори аутохтони језик и шпански                  | 3117     |
| 67  | Становништво од 5 година и више које говори аутохтони језик                                      | 7298     |
| 68  | Становништво од 5 година и више које говори аутохтони језик и не говори шпански језик            | 27       |
| 69  | Становништво од 5 година и више које говори аутохтони језик и говори шпански језик               | 6775     |
| 70  | Становништво у домородачким домаћинствима                                                        | 18624    |
| 71  | Становништво са ограничењима у активностима                                                      | 7661     |
| 72  | Становништво са ограниченим ходањем или кретањем, горе или доле                                  | 4131     |
| 73  | Становници са ограничењима вида, чак и уз кориштење сочива                                       | 2324     |
| 74  | Становништво са ограничењима говора, комуникације или конверзације                               | 710      |
| 75  | Становништво са ограниченим слухом                                                               | 825      |
| 76  | Становништво са ограничењима при одевању, купању или јелу                                        | 514      |
| 77  | Становништво са ограничењима у опажању или учењу једноставних ствари                             | 348      |
| 78  | Становништво са менталним ограничењима                                                           | 852      |
| 79  | Становништво без ограничења активности                                                           | 148200   |
| 80  | Становништво од 3 до 5 година које не похађа школу                                               | 4129     |
| 81  | Мушко становништво од 3 до 5 година које не похађа школу                                         | 2127     |
| 82  | Женско становништво од 3 до 5 година које не похађа школу                                        | 2002     |
| 83  | Становништво од 6 до 11 година које не похађа школу                                              | 283      |
| 84  | Мушко становништво од 6 до 11 година које не похађа школу                                        | 162      |
| 85  | Женско становништво од 6 до 11 година које не похађа школу                                       | 121      |
| 86  | Становништво од 12 до 14 година које не похађа школу                                             | 327      |
| 87  | Мушко становништво од 12 до 14 година које не похађа школу                                       | 206      |
| 88  | Женско становништво од 12 до 14 година које не похађа школу                                      | 121      |
| 89  | Становништво од 15 до 17 година похађа школу                                                     | 6964     |
| 90  | Мушко становништво од 15 до 17 година похађа школу                                               | 3370     |
| 91  | Женско становништво између 15 и 17 година живота у школи                                         | 3594     |
| 92  | Становништво од 18 до 24 године похађа школу                                                     | 6916     |
| 93  | Мушко становништво од 18 до 24 године похађа школу                                               | 3456     |
| 94  | Женско становништво од 18 до 24 године похађа школу                                              | 3460     |
| 95  | Становништво од 8 до 14 година које не може да чита и пише                                       | 429      |
| 96  | Мушко становништво старосног доба од 8 до 14 година које не може да чита и пише                  | 278      |
| 97  | Женско становништво старосног доби од 8 до 14 година које не може да чита и пише                 | 151      |
| 98  | Становништво од 15 година и више које је неписмено                                               | 4672     |
| 99  | Мушко становништво од 15 година и више које је неписмено                                         | 2431     |
| 100 | Женско становништво од 15 година и више које је неписмено                                        | 2241     |
| 101 | Становништво старо 15 и више година без школовања                                                | 4833     |
| 102 | Мушко становништво старо 15 и више година без школовања                                          | 2612     |
| 103 | Женско становништво старо 15 и више година без школовања                                         | 2221     |
| 104 | Становништво старосног доба 15 и више година са непотпуним основним образовањем                  | 13329    |
| 105 | Мушко становништво старосног доба од 15 година и више са непотпуном основним образовањем         | 6684     |
| 106 | Женско становништво старосног доба 15 и више година са непотпуном основним образовањем           | 6645     |
| 107 | Становништво старо 15 и више година са комплетним основним образовањем                           | 13499    |
| 108 | Мушко становништво старо 15 година и више са комплетним основним образовањем                     | 6175     |
| 109 | Женско становништво старо 15 и више година са комплетним основним образовањем                    | 7324     |
| 110 | Становништво старосног доба 15 и више година са непотпуним средњим образовањем                   | 6062     |
| 111 | Мушко становништво старосног доба од 15 година и више са непотпуним средњим образовањем          | 3328     |
| 112 | Женско становништво старосног доба од 15 година и више са непотпуним средњим образовањем         | 2734     |
| 113 | Становништво старо 15 и више година са пуним секундарном образовањем                             | 26754    |
| 114 | Мушко становништво старосног доба од 15 година и више са пуним секундарном образовањем           | 13171    |
| 115 | Женско становништво старосног доба од 15 година и више са пуним секундарном образовањем          | 13583    |
| 116 | Становништво старије од 18 година са постосновним образовањем                                    | 41899    |
| 117 | Мушко становништво старије од 18 година са постосновним образовањем                              | 20749    |
| 118 | Женско становништво старије од 18 година са постосновним образовањем                             | 21150    |
| 119 | Просечна оцена школовања                                                                         | 9.22     |
| 120 | Просечан ниво образовања мушке популације                                                        | 9.21     |
| 121 | Просечан ниво образовања женског становништва                                                    | 9.22     |
| 122 | Економски активно становништво                                                                   | 61605    |
| 123 | Економски активна мушка популација                                                               | 41646    |
| 124 | Економски активна женска популација                                                              | 19959    |
| 125 | Становништво које није економски активно                                                         | 58664    |
| 126 | Мушко становништво које није економски активно                                                   | 17491    |
| 127 | Женско становништво које није економски активно                                                  | 41173    |
| 128 | Запослено становништво                                                                           | 57989    |
| 129 | Запослено мушко становништво                                                                     | 38845    |
| 130 | Запослено женско становништво                                                                    | 19144    |
| 131 | Незапослена популација                                                                           | 3616     |
| 132 | Незапослена мушка популација                                                                     | 2801     |
| 133 | Незапослена женска популација                                                                    | 815      |
| 134 | Становништво без права на здравствене услуге                                                     | 29019    |
| 135 | Становништво које има право на здравствене услуге                                                | 127197   |
| 136 | Становништво које има право на ИМСС                                                              | 75190    |
| 137 | Становништво које има право на социјално осигурање                                               | 11939    |
| 138 | Становништво које има право на државно социјално осигурање                                       | 6435     |
| 139 | Становништво које има право на опште осигурање или здравствено осигурање за нову генерацију      | 34268    |
| 140 | Становништво које је било једном или није било у браку током 12 година и више                    | 41843    |
| 141 | Венчано или уједињено становништво од 12 година и више                                           | 65653    |
| 142 | Становништво које је било у браку или уједињено 12 година и више                                 | 13119    |
| 143 | Становништво са католичком религијом                                                             | 137216   |
| 144 | Протестанти, еванђелисти и библијски следбеници различити од еванђелиста                         | 10783    |
| 145 | Становништво са другим религијама различитим од претходних                                       | 19       |
| 146 | Становништво без религије                                                                        | 7879     |
| 147 | Укупно пописаних домаћинства                                                                     | 39711    |
| 148 | Пописна домаћинства на челу са мушкарцима                                                        | 30044    |
| 149 | Пописна домаћинства на челу са женама                                                            | 9667     |
| 150 | Становништво у пописним домаћинствима                                                            | 156091   |
| 151 | Становништво у пописним домаћинствима на челу са мушкарцима                                      | 122484   |
| 152 | Становништво у пописним домаћинствима на челу са женама                                          | 33607    |
| 153 | Укупно домаћинстава                                                                              | 47802    |
| 154 | Укупно насељених домаћинстава                                                                    | 40118    |
| 155 | Укупно приватних кућа                                                                            | 47395    |
| 156 | Насељени приватни домови                                                                         | 39711    |
| 157 | Укупно насељених приватних кућа                                                                  | 40107    |
| 158 | Ненасељене приватне куће                                                                         | 6294     |
| 159 | Појединачна домаћинства за привремену употребу                                                   | 1390     |
| 160 | Становници у насељеним приватним кућама                                                          | 156091   |
| 161 | Насељеност станара у приватним становима                                                         | 3.93     |
| 162 | Просечно становника по соби у приватним насељеним домаћинствима                                  | 1.08     |
| 163 | Појединачна домаћинства са подовима од различитих материјала од земље                            | 36265    |
| 164 | Појединачна домаћинства у приземљу                                                               | 3279     |
| 165 | Појединачна домаћинства са једном спаваћом собом                                                 | 15748    |
| 166 | Појединачна домаћинства са две спаваће собе и више                                               | 23863    |
| 167 | Појединачна домаћинства са једним собом                                                          | 2901     |
| 168 | Појединачна домаћинства са две собе                                                              | 7206     |
| 169 | Појединачна домаћинства са 3 собе и више                                                         | 29453    |
| 170 | Појединачна домаћинства која имају електрично светло                                             | 38779    |
| 171 | Појединачна домаћинства која немају електрично светло                                            | 828      |
| 172 | Појединачна домаћинства која имају водоводну воду у стамбеном простору                           | 36553    |
| 173 | Појединачна домаћинства која немају водоводну воду у стамбеном простору                          | 3035     |
| 174 | Појединачна домаћинства која имају тоалет                                                        | 37677    |
| 175 | Појединачна домаћинства која имају канализацију                                                  | 28233    |
| 176 | Појединачна домаћинства која немају канализацију                                                 | 11302    |
| 177 | Појединачна домаћинства која имају електрично светло, довод воде из јавне мреже и канализацију   | 27181    |
| 178 | Појединачна домаћинства без икаквих услова                                                       | 618      |
| 179 | Појединачна домаћинства која имају радио                                                         | 30639    |
| 180 | Појединачна домаћинства која имају телевизор                                                     | 37475    |
| 181 | Појединачна домаћинства која имају фрижидер                                                      | 35264    |
| 182 | Појединачна домаћинства која имају машину за веш                                                 | 22942    |
| 183 | Појединачна домаћинства која имају аутомобил или комби                                           | 20998    |
| 184 | Појединачна домаћинства која имају рачунар                                                       | 11741    |
| 185 | Појединачна домаћинства која имају фиксну телефонску линију                                      | 13561    |
| 186 | Појединачна домаћинства која имају мобилни телефон                                               | 30122    |
| 187 | Појединачна домаћинства која имају приступ интернету                                             | 8635     |